# Ludwig Juppe

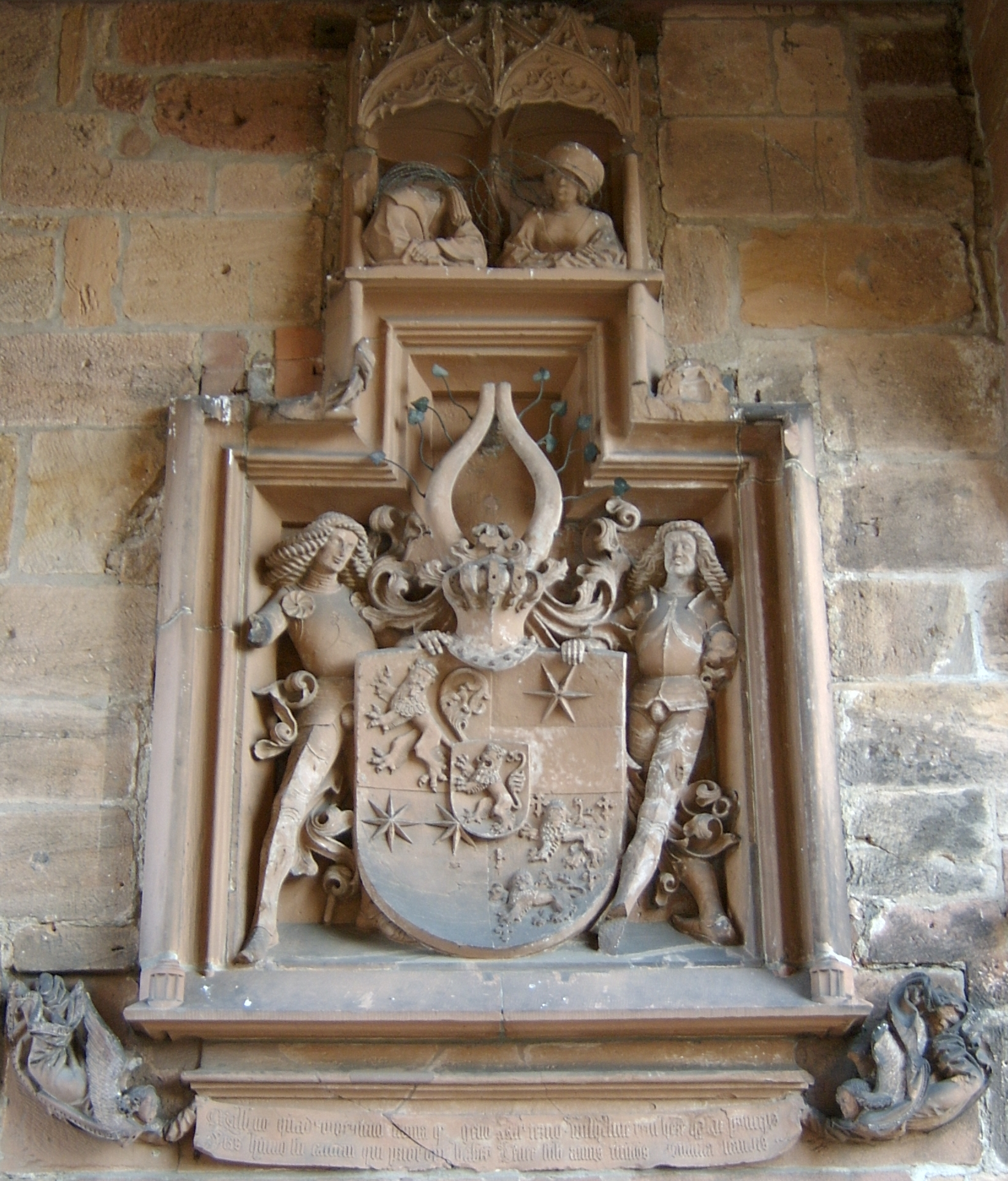
Wappenrelief am Wilhelmsbau des Marburger Schlosses (1493)

Ludwig Juppe oder Jupan oder Meister Loedwich (* um 1460 in Marburg; † 1538 in Marburg) war ein deutscher Bildhauer am Übergang von der Spätgotik zur frühen Renaissance in Deutschland, der ab etwa 1485 eine angesehene Werkstatt in Marburg geführt hat. Zeitweise hat er auch in Kalkar gearbeitet. Zu seinen bekanntesten Werken zählen der Hochaltar in Kalkar (um 1500) und die fünf Schnitzretabel in der Marburger Elisabethkirche aus der Zeit 1510/1514. Er arbeitete in Marburg mit dem Maler Johann von der Leyten und dessen Werkstatt zusammen.

## Leben

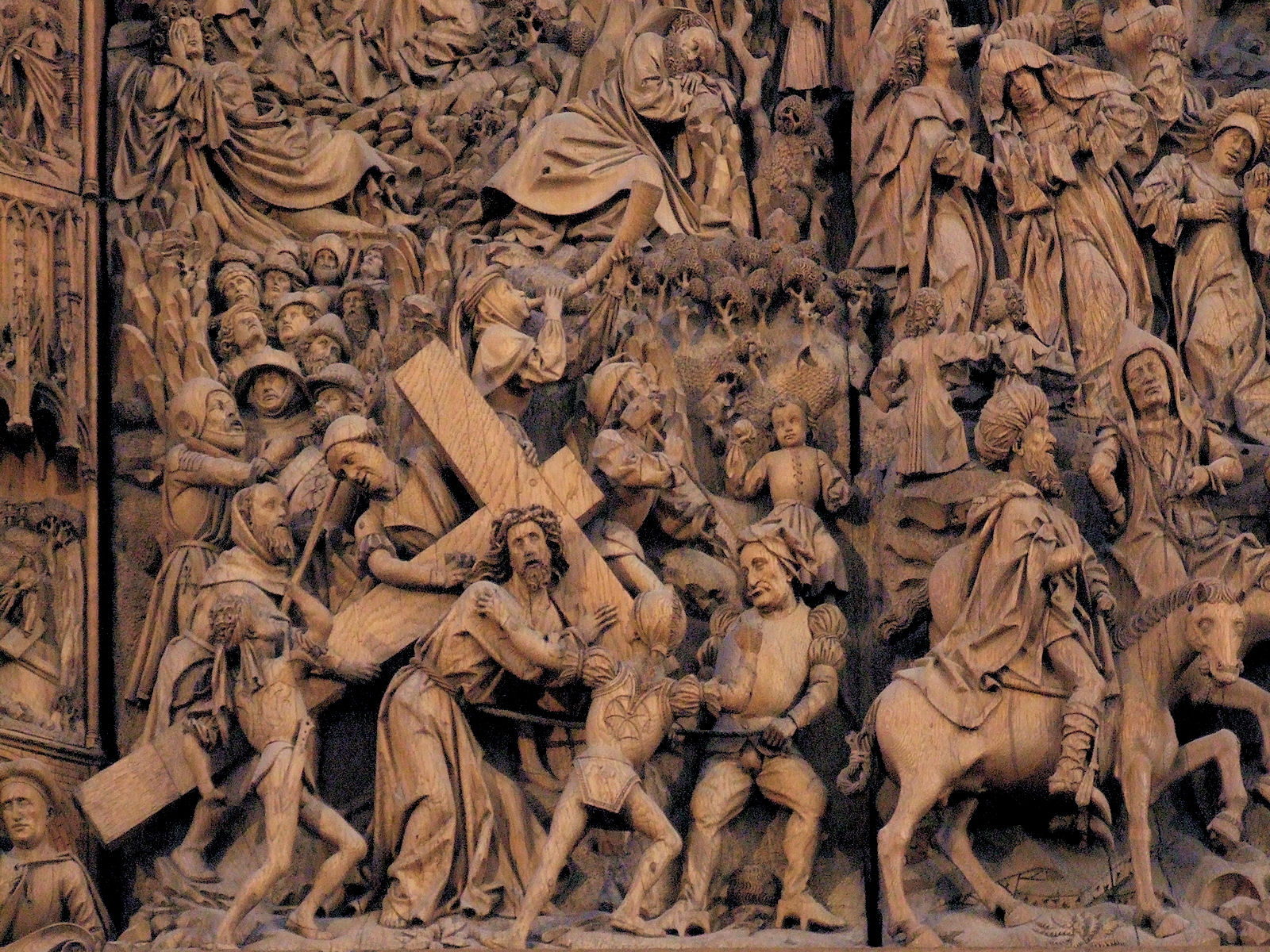
Szene der Kreuzigung vom Hauptaltar von St. Nicolai in Kalkar (1498/1500)

Elisabethaltar in der Marburger Elisabethkirche um 1510

Sippenaltar in der Marburger Elisabethkirche 1511

Ludwig Juppe wurde um 1460 als Sohn des Marburger Bürgers und Bürgermeisters Heinrich Jupan und seiner Ehefrau Ilud geb. Nedernhober geboren, die seit 1458 in der Marburger Neustadt wohnten. Zwischen 1475 und 1485 dürfte Juppe seine Lehr- und Wanderjahre außerhalb von Marburg verbracht haben. Wo er genau gewesen ist, ist urkundlich nicht belegt. Er hat aber mit Sicherheit eine künstlerische Ausbildung in einem größeren Kunstzentrum erhalten, als es Marburg damals für seine Kunst darstellte. Es könnte sein, dass Juppe zuerst am Mittelrhein ausgebildet wurde, im Raum Mainz oder Frankfurt. Hier käme nach neueren Erkenntnissen besonders die überregional renommierte Werkstatt des Hans Bilger in Worms in Frage. Friedrich Gorissen hat aufgrund stilistischer Eigenheiten auch an eine Ausbildung bei Adam Kraft in Nürnberg gedacht.
Ludwig Juppe dürfte um 1485 eine eigene Werkstatt in Marburg eingerichtet haben. Damals verheiratete er sich mit Eile, und das Ehepaar wohnte im dritten Viertel von Marburg, wahrscheinlich in einem Haus, das aus der Familie der Ehefrau stammte. In seiner Werkstatt arbeitete Juppe sowohl als Schnitzer und Bildhauer und bot mit seinen auf Tiefe und Mehransichtigkeit angelegten Figurenszenenen einen anspruchsvollen neuartigen Stil an. Er wurde bald auch vom Landgrafenhof beauftragt, wie das um 1493 entstandene steinerne Wappenrelief mit Figuren am damals neu erbauten Wilhelmsbau des Marburger Schlosses belegt. Juppes Ehefrau ist wahrscheinlich 1492 verstorben. Juppe zog im Dezember 1492 in die Nähe seines Bruders und seiner Mutter in die Marburger Neustadt etwas unterhalb des landgräflichen Renthofes.
Vom Sommer 1493 bis zum Herbst 1495 verlegte Juppe seine Werkstatt wahrscheinlich nach Frankenberg, wo er zwei Schnitzaltäre schuf, von denen sich Reste erhalten haben.
Nach seiner Rückkehr nach Marburg erwarb Juppe im November 1495 ein Anwesen in der Neustadt in der Nähe seiner Mutter (heute etwa an der Adresse Renthof Nr. 2), das er bis zu seinem Tod bewohnte.
1498 bis 1508 arbeitete Juppe in Kalkar, wo er im Jahr 1500 den Hauptaltar von St. Nicolai vollendete, den Arnt von Zwolle 1488 begonnen und 1492 bei seinem Tod unvollendet zurückgelassen hatte. Anschließend schnitzte Juppe in derselben Kirche den Marienaltar.

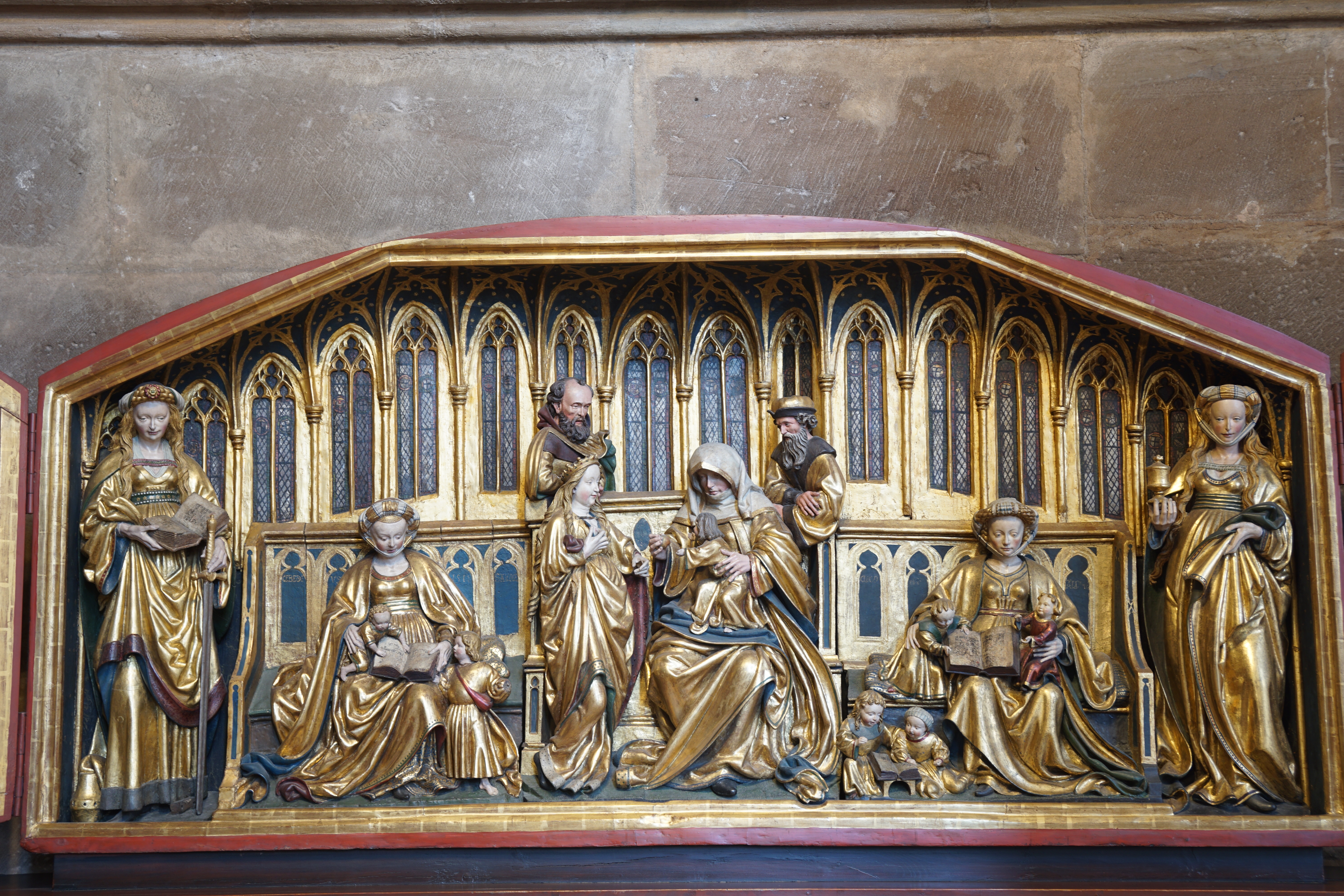
Sippenaltar (1511) in der Marburger Elisabethkirche

Kurz nach seiner Rückkehr 1508 nach Marburg erwarb Juppe ein weiteres Anwesen, das nach Westen an sein Wohnhaus in der Neustadt anschloss (heute etwa Renthof 4 und 4a), das er 1524 gegen ein anderes Haus eintauschte. Wahrscheinlich entstanden hier und in der angrenzenden alten Werkstatt bis etwa 1514 die erhaltenen fünf Schnitzaltäre für die Elisabethkirche. Vermutlich heiratete damals Juppe ein zweites Mal, seine Frau hieß Katharina (Crein) und starb längere Zeit nach ihm Ende 1546.

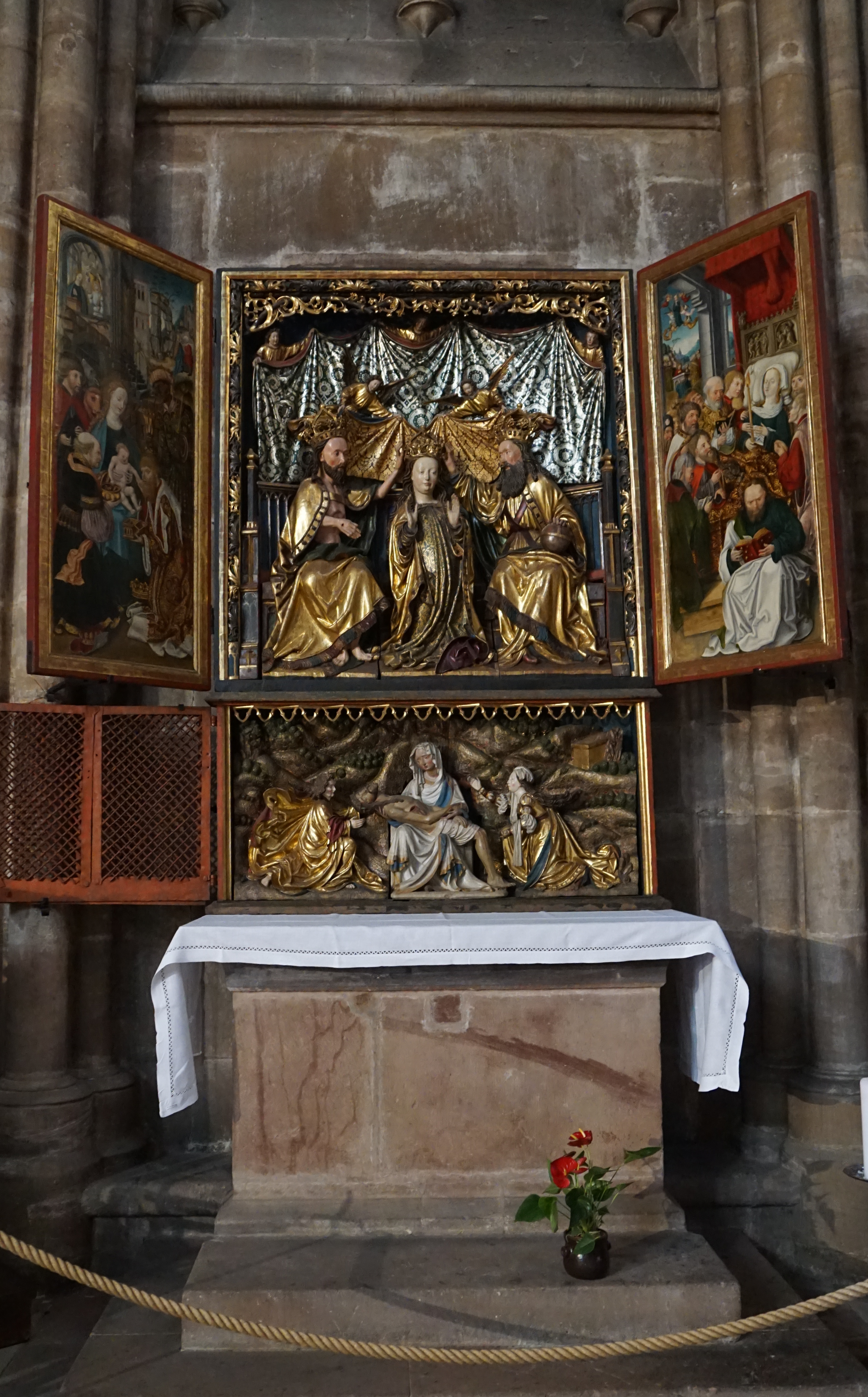
Marienaltar (1516/1517) in der Marburger Elisabethkirche

## Werke
- Wappenstein am Wilhelmsbau des Marburger Schlosses (1493)
- Fertigstellung des Hochaltars in St. Nicolai (Kalkar) (um 1500)
- Marienaltar in St. Nicolai (Kalkar)
- Fünf Schnitzaltäre in der Elisabethkirche Marburg (Elisabeth-Altar um 1510, Sippen-Altar 1511, Johannes-Altar 1512, Georg- und Martin-Altar 1514, Marienaltar um 1514)
- Elisabethstatue (1512)
- Diverse Skulpturen am Marburger Rathaus (1524)
- Elisabethbildnis in Stein
- Diverse Bilder in der Elisabethkirche (Aufbahrung der hl. Elisabeth, Erhebung der Gebeine)
- Der Kopf eines Bischofs in der Elisabethkirche
- Johannes (Evangelist), Holzschnitzfigur
- Einige Altarfragmente im Museum für Kulturgeschichte im Landgrafenschloss Marburg

In Marburg ist im Stadtteil Ortenberg eine Straße nach ihm benannt.